# Peter Ebdon
Peter Ebdon (n. 27 august 1970, Greater London, Anglia, Regatul Unit) este un jucător englez de snooker retras din activitate.
În 2002 a ajuns în finala campionatului mondial de snooker, întâlnindu-l pe Stephen Hendry și câștigând cu scorul de 18 - 17. Ebdon a mai disputat două finale de campionat mondial, în 1996 și 2006, dar le-a pierdut. 
A realizat breakul maxim în două ocazii. Cea mai bună clasare din carieră este locul 3 mondial.
După retragerea din activitate, Ebdon a devenit antrenor și i-a antrenat printre alții pe Jack Lisowski, Anthony McGill, Elliot Slessor și Kyren Wilson.

## Legături externe
- Player Profile on Pro Snooker
- Player Profile on BBC Sport
- Profile on Yahoo! Sport